# Hydroaérodrome de Côme
L'hydroaéroport de Côme en Italie est un aérodrome exclusivement consacré aux hydravions, au bord du Lac de Côme, à 50 km au nord de Milan.

## Historique
|  |  |

|  |  |

|  |  |

|  |  |